# Chancellor
Chancellor és una població dels Estats Units a l'estat de Dakota del Sud. Segons el cens del 2000 tenia 328 habitants.

## Demografia
Segons el cens del 2000, Chancellor tenia 328 habitants, 134 habitatges, i 88 famílies. La densitat de població era de 506,6 habitants per km².
Dels 134 habitatges en un 35,1% hi vivien nens de menys de 18 anys, en un 56% hi vivien parelles casades, en un 8,2% dones solteres, i en un 33,6% no eren unitats familiars. En el 32,1% dels habitatges hi vivien persones soles el 15,7% de les quals corresponia a persones de 65 anys o més que vivien soles. El nombre mitjà de persones vivint en cada habitatge era de 2,45 i el nombre mitjà de persones que vivien en cada família era de 3,07.
Per edats la població es repartia de la següent manera: un 26,8% tenia menys de 18 anys, un 9,1% entre 18 i 24, un 28,7% entre 25 i 44, un 18% de 45 a 60 i un 17,4% 65 anys o més.
L'edat mediana era de 32 anys. Per cada 100 dones de 18 o més anys hi havia 92 homes.
La renda mediana per habitatge era de 30.500 $ i la renda mediana per família de 42.250 $. Els homes tenien una renda mediana de 22.750 $ mentre que les dones 19.167 $. La renda per capita de la població era de 18.156 $. Cap de les famílies i el 4,2% de la població estaven per davall del llindar de pobresa.

## Poblacions més properes
El següent diagrama mostra les poblacions més properes.